# Societas Sanctæ Birgittæ
La Societas Sanctæ Birgittæ (Société Sainte Brigitte; SSB) est une association luthérienne suédoise, fondée en 1920 pour revenir à ce que ses adeptes voient comme une liturgie plus pure et un retour aux sources du message biblique à une époque de déclin de la liturgie de l'Église de Suède.

## Historique
L'initiative de sa fondation est due à l'évêque luthérien Nathan Söderblom. Il présente au comte et à la comtesse von Rosen les membres de la fraternité de Saint-Siegfried (S:t Sigfrids Brödraskap, SBB) qui est une confraternité de pasteurs luthériens influencés par la tendance High Church de l'anglicanisme, qui, au sein de l'Église luthérienne de Suède, existe comme mouvement dénommé Högkyrklighet. Les Rosen impliquent d'autres familles de leurs amis, qui comme eux apprécient les trésors spirituels de sainte Brigitte, puis l'évêque, prix Nobel de la paix depuis 1921, se désimplique. La SBB qui est ouverte aux hommes et aux femmes a dès l'origine de bonnes relations avec l'Òrdre catholique de Sainte-Brigitte.
La société tente à l'origine de renouveler la liturgie et le prêche à l'intérieur des paroisses et de reprendre la pratique de la confession individuelle, mais qui n'est pas, à l'inverse de ce qui existe dans le catholicisme, un sacrement. Cependant ce rapprochement est méritoire et influence à cette époque l'importance de la prière.
Mary von Rosen est supérieure de la branche féminine de 1920 à 1964. Ses membres portent à l'époque le voile dans les réunions de prière, comme les religieuses catholiques, même si elles sont mariées.

## Organisation
La SSB tient son chapitre général lors de la Sainte-Brigitte - le 23 juillet -, ordinairement à Vadstena. Trois assemblées sont organisées par an dans des endroits différents en Suède. Elle est dirigée conjointement par l'un de ses pasteurs, appelé Confesseur, et l'une de ses sœurs, appelée Supérieure. Un visiteur épiscopal contrôle ses orientations.
La société a ses propres chapelains et maîtres de novices pour les branches féminines et masculines. Bien que la plupart de ses membres fassent partie de l'Église luthérienne de Suède, certains font partie de l'Église évangélique-luthérienne de Finlande, de l'Église nationale danoise, ou de l'Église anglicane, ainsi que certaines de ses branches américaines.

## Confesseurs de la SBB
- Hugo Berggren (1920-1944)
- Simon Lüdders (1945-1964)
- Alf Corell (1965-1983)
- Karl-Olof Berglund (1983-2001)
- Bo Brander (2001-)

## Supérieures de la SBB
- Mary von Rosen (1920-1964)
- Ingrid af Ekenstam (1964-1983)
- Anna-Greta Roos (1983-1990)
- Anna-Greta Norén (1990-2014)
- Anna Greek (2014-)